# Spear of Destiny (groupe)
Pour les articles homonymes, voir Spear of Destiny (homonymie).
Spear of Destiny est un groupe de rock britannique, fondé en 1982 par deux anciens membres de Theatre of Hate, le chanteur et compositeur Kirk Brandon et le bassiste Stan Stammers. La formation est en perpétuelle évolution. Dix de leurs chansons se classent dans le UK Singles Chart, dont quatre dans le Top 50, et une, Never Take Me Alive, dans le Top 20 en 1987.

## Historique
La formation originale du groupe est composée de Kirk Brandon, Stan Stammers, le batteur Chris Bell (un ancien de Thompson Twins) et le bassiste Lascelles James. À la fin de 1983, cette formation est remplacée par Dolphin Taylor (de Stiff Little Fingers) à la batterie, Alan St Clair à la guitare, John Lennard (ex-Theatre of Hate) au sax et Neil Pyzer aux claviers et au second saxophone. En 1984, John Lennard est remplacé au sax par Mickey Donnelly.
Spear of Destiny enregistre une session pour John Peel (enregistrée le 22 novembre 1982, retransmise sur BBC Radio 1 le 29 novembre 1982), qui dit d'eux : « Le groupe jouait une forme de power rock influencée par le punk, qui prenait souvent des airs d'hymne ».
Le premier album du début de 1983, Grapes of Wrath, est en réalité plus un album de Theatre of Hate que de Spear of Destiny. Les chansons datent de l'époque de Theatre of Hate et ont le son caractéristique du groupe (y-compris le saxophone). Leur deuxième album, One Eyed Jacks, un mélange de ballades poignantes et émouvantes et d'hymnes rock 'n' roll tapageurs, est considéré par beaucoup comme leur meilleur. Il atteint la 22e place dans le UK Albums Chart. Mais la réputation de Spear of Destiny au milieu des années 1980 dépend avant tout de ses performances en live.
En 1985, l'album World Service atteint le Top 20 britannique. Le membre fondateur Stan Stammers s'en va en 1986. À la suite de la sortie du quatrième album en 1987, Outland, et de son hit du Top 15 Never Take Me Alive, le groupe commence à obtenir un succès plus grand dans les charts et à organiser des concerts à guichets fermés. Ils jouent en première partie de U2 au stade de Wembley. Cependant, la malchance les frappe à la veille de leur apparition au festival de Reading, lorsque Brandon développe une arthrite réactive qui oblige le groupe à suspendre tous ses projets pendant près d'un an.
Dans les années 1980, la formation accueille également le guitariste Marco Pirroni (d'Adam and the Ants), le batteur Pete Barnacle (ex-Gillan) et le bassiste Chris Bostock (Subway Sect et JoBoxers).
En 1995, Kirk Brandon et Stan Stammers forment le groupe éphémère Kirk Brandon's 10:51. L'année suivante, ils reforment Theatre of Hate, qui se réunit régulièrement depuis. Brandon est aussi membre du supergroupe punk Dead Men Walking créé en 2001.
Spear of Destiny continue à se produire et à enregistrer des disques, soit 15 albums studio au total. La santé de Brandon reste cependant très instable, en partie à cause de plusieurs crises cardiaques. En 2011, plusieurs concerts sont annulés en raison de ses problèmes de santé. Depuis 2012, ils font des représentations régulières et un nouvel album paraît en 2014 : 31, un chiffre correspondant au nombre d'années d'existence du groupe.
La composition actuelle de Spear of Destiny, la plus durable à ce jour, comprend Kirk Brandon, Adrian Portas (New Model Army, Sex Gang Children) à la guitare, Craig Adams (The Sisters of Mercy, The Cult, The Mission, The Alarm (groupe), Theatre of Hate) à la basse et Phil Martini (Jim Jones and the Righteous Mind) à la batterie. Le comparse de longue date de Brandon, Steve Allan-Jones, assure les claviers. En 2018, Spear Of Destiny sort l'album Tontine, entièrement financé par une prévente privée auprès des fans, et publié sur le label Eastersnow Recording Company de Brandon. En 2019, le line-up se renforce du saxophoniste Clive Osborne. En 2020 et 2021, le groupe effectue une tournée pour le 35e anniversaire de World Service, son album le plus connu.

## Discographie

### Albums studio
(Année, titre et classement dans le UK Albums Chart).
- 1983 : Grapes of Wrath - no 62
- 1984 : One Eyed Jack - no 22
- 1985 : World Service - no 11
- 1987 : Outland - no 16
- 1988 : The Price You Pay - no 37
- 1991 : Sod's Law
- 1997 : Religion
- 2000 : Volunteers
- 2003 : Morning Star
- 2005 : Loadestone
- 2006 : Elephant Daze
- 2007 : Imperial Prototype
- 2010 : Omega Point
- 2014 : 31
- 2018 : Tontine

### Albums live
- 1993 : Live at the Lyceum 22.12.85
- 1994 : Radio One Live in Concert (1987)
- 2000 : The Preacher (1983)
- 2001 : Kings of London (2000)
- 2002 : Live at the Colchester Arts Centre

### Compilations
- 1987 : S.O.D. - The Epic Years - no 53
- 1991 : The Collection
- 1995 : Time of Our Lives: The Best Of
- 1998 : The Best of Spear of Destiny
- 2005 : The Best of Spear of Destiny
- 2012 : The Singles 1983-88
- 2022 : Liberators!: The Best of 1983-88

### Singles
| Titre                                                         | Parution       | Album             | UK Singles Chart |
| ------------------------------------------------------------- | -------------- | ----------------- | ---------------- |
| Flying Scotsman / The Man Who Tunes the Drums                 | février 1983   | Grapes of Wrath   | 83               |
| The Wheel / The Hop                                           | mai 1983       | Grapes of Wrath   | 59               |
| Prisoner of Love / Rosie                                      | janvier 1984   | One Eyed Jacks    | 59               |
| Liberator / Forbidden Planet                                  | avril 1984     | One Eyed Jacks    | 67               |
| All My Love / Last Card                                       | mai 1985       | World Service     | 61               |
| Come Back / Cole Younger                                      | juillet 1985   | World Service     | 55               |
| Mickey / Up All Night (version originale)                     | juillet 1985   | World Service     | -                |
| Strangers in Our Town / Somewhere Out There                   | janvier 1987   | Outland           | 49               |
| Never Take Me Alive / Land of Shame                           | mars 1987      | Outland           | 14               |
| Was That You? / Was That You? (Live at the Hammersmith Odeon) | juillet 1987   | Outland           | 55               |
| The Traveller / Late Night Psycho                             | septembre 1987 | Outland           | 44               |
| So in Love with You / March or Die                            | septembre 1988 | The Price You Pay | 36               |
| Radio Radio / Life Goes On                                    | novembre 1988  | The Price You Pay | 78               |
| Black Country Girl / Babylon Talking                          | septembre 1992 | Sod's Law         | -                |
| Uphill Backwards / Never Take Me Alive (version 1999)         | 1999           | Volunteers        | -                |